# Новотроицкий сельсовет (Константиновский район)
Новотро́ицкий сельсове́т — сельское поселение в Константиновском районе Амурской области.
Административный центр — село Новотроицкое.

## История
30 сентября 2005 года в соответствии с Законом Амурской области № 72-ОЗ муниципальное образование наделено статусом сельского поселения.

## Население
| 2002 | 2010 | 2011 | 2012 | 2013 | 2014 | 2015 |
| ---- | ---- | ---- | ---- | ---- | ---- | ---- |
| 529  | ↘483 | ↘482 | ↘476 | ↗477 | ↘466 | ↗475 |
| 2016 | 2017 | 2018 | 2019 | 2020 | 2021 |      |
| ↘446 | ↗454 | ↗457 | ↘456 | ↘446 | ↘335 |      |

## Состав сельского поселения
| № | Населённый пункт | Тип населённого пункта       | Население |
| - | ---------------- | ---------------------------- | --------- |
| 1 | Новотроицкое     | село, административный центр | ↘335      |